# 張鳳翮 (通判)
張鳳翮（？年—？年），陝西人，由廕生，康熙二十四年任順慶府通判。是一位政治人物，明清時曾在四川順慶府岳池縣（位於今四川東北部，武周萬歲通天二年分南充、相如二縣置，是一個千年古縣）擔任官吏。